# Кузьмин, Александр Михайлович
Александр Михайлович Кузьмин (1888—1908) — русский рабочий, революционер, осуществивший неудачное покушение на сенатора, члена Санкт-Петербургской судебной палаты Н. С. Крашенинникова.

## Биография
Родился в семье рабочего Александровского завода.
Окончил церковно-приходскую школу и курс Петрозаводского трехклассного городского училища, после чего в 1901 году поступил на службу в Петрозаводское городское полицейское управление. Писал стихи.
С 1902 года — рабочий Александровского завода. Член петрозаводской организации эсеров, партийная кличка «Митрофан».
В 1905—1907 годах стал участвовать в нелегальных собраниях, распространении нелегальной литературы, массовых митингах.
23 июня 1908 года на Соборной улице города Петрозаводска (ныне — проспект Карла Маркса) совершил неудачное покушение на жизнь сенатора, председателя Петербургской судебной палаты Н. С. Крашенинникова, возглавлявшего суд над арестованными активистами революционного рабочего движения, замахнулся на него кинжалом, но попал по воротнику мундира. Был задержан полицейскими.
По приговору военного суда был повешен 29 августа 1908 года во дворе петрозаводской тюрьмы.
В день его казни в тюрьме произошли волнения в знак протеста против полицейского произвола.
Похоронен на Неглинском кладбище, в 1929 году на могиле обновлён памятник, в 1974 году перезахоронен на мемориальном участке Сулажгорского кладбища.
Александр Кузьмин упоминается в очерке Константина Паустовского «Онежский завод».

## Памятники

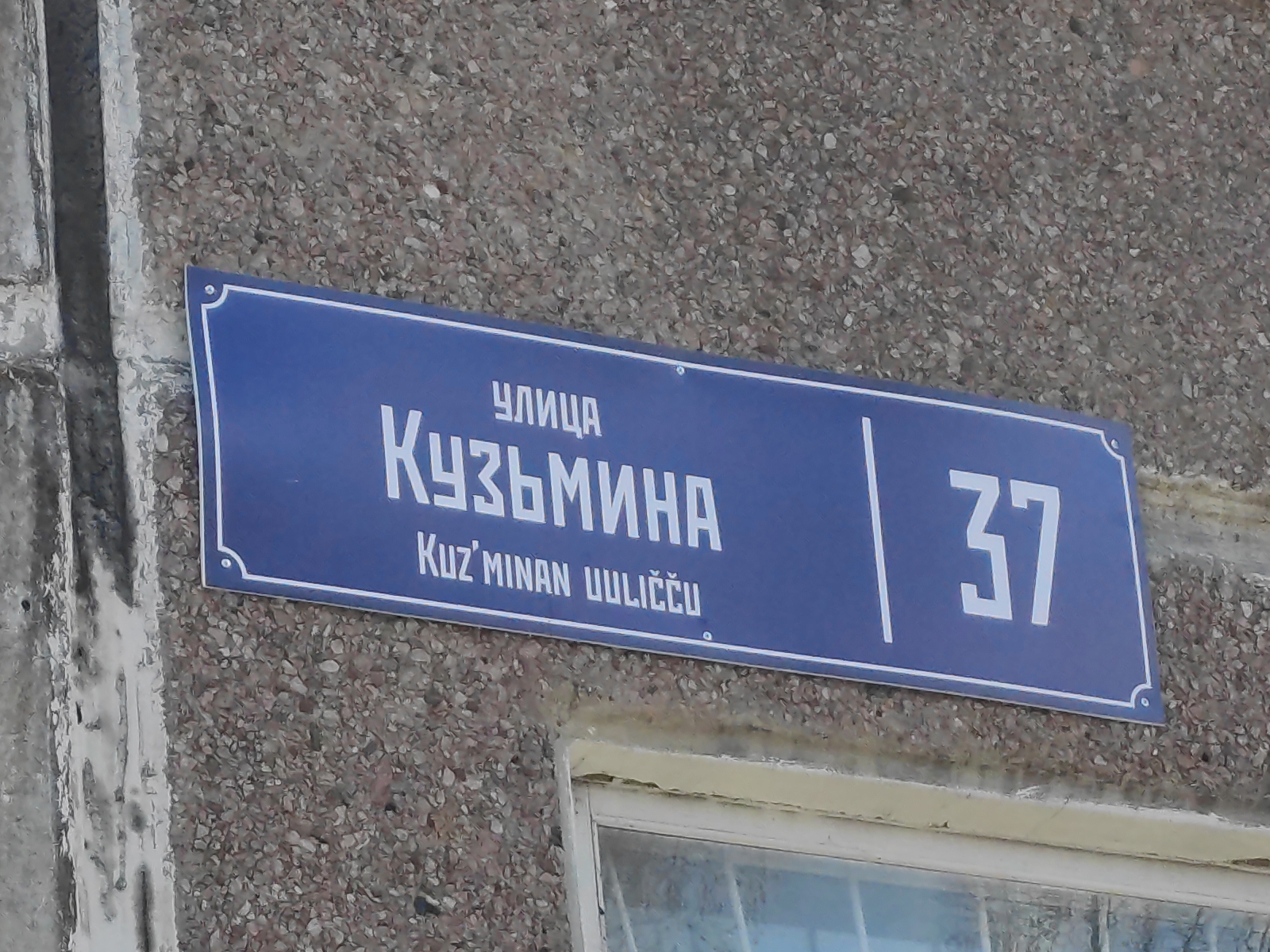
Адресная табличка на улице Кузьмина в Петрозаводске

- В 1918 г. его именем назван пароход «Кузьмин-Олонецкий» Прионежского районного управления Мариинской области Северо-Западного управления водного транспорта[4].

- В 1918 г. его именем была названа улица Задняя Машезерская, на которой он проживал[5].

- В 1917 г. среди рабочих Александровского завода были собраны деньги на сооружение памятника А. М. Кузьмину. Архитектором Л. И. Свирским был создан проект памятника, на котором должна была быть отражена цитата из предсмертного письма революционера: «…Надейтесь, что скоро взойдет яркое солнце свободы и согреет весь мир, согреет наболевшие груди миллионов тружеников, осветит их темную жизнь и польются чудные, дивные песни, песни свободы! Свобода! Свобода! Свобода!», однако сам памятник так и не был установлен.